# Heteroconis enderleini
Heteroconis enderleini är en insektsart som beskrevs av Meinander 1972. Heteroconis enderleini ingår i släktet Heteroconis och familjen vaxsländor. Inga underarter finns listade i Catalogue of Life.